# 南迪格拉姆乌帕齐拉
南迪格拉姆乌帕齐拉是孟加拉国的一个乌帕齐拉，位于拉杰沙希专区的博格拉县。南迪格拉姆塔纳始建于1932年，后于1983年改建制为乌帕齐拉。

## 地理
南迪格拉姆乌帕齐拉总面积为265.22平方公里（102.4平方英里）。其西部与瑙冈县隔纳戈尔河相望，北部与卡哈鲁乌帕齐拉和沙贾汉布尔乌帕齐拉相邻，东部与谢尔布尔乌帕齐拉相接，西南部与诺多尔县毗邻，西接阿达姆迪吉乌帕齐拉。

## 人口
据2011年孟加拉国人口普查，南迪格拉姆乌帕齐拉共有45853户人家，总计180802人口，其中10.2%居住在城区，8.7%年龄在五岁以下。该地7岁以上人口之平均识字率为47.5%，略低于全国平均值（51.8%）。